# Ugo Sansonetti
Ugo Sansonetti, soprannominato Matusalesto (Roma, 10 gennaio 1919 – Roma, 14 agosto 2019), è stato uno scrittore e atleta italiano, più volte campione mondiale nella categoria master di atletica leggera.

## Biografia
Nacque a Roma, il 10 gennaio 1919, figlio dell'ammiraglio Luigi Sansonetti. Ebbe 10 figli, 26 nipoti e 13 bisnipoti;  prese una laurea in giurisprudenza e fu pioniere ed ufficiale di cavalleria.
Era cittadino onorario della Costa Rica, dove aveva diretto un'azienda di colonizzazione agricola negli anni cinquanta. Negli anni settanta diresse e contribuì a risollevare l'industria europea di surgelati che sarebbe poi diventata la Findus.
Nel 1991 venne nominato Grande ufficiale dell'Ordine al merito della Repubblica Italiana mentre nel 2006 ricevette la Stella al merito del lavoro.
Fu testimonial pubblicitario per la Coca-Cola. Attribuiva al latte la propria longevità.

## Sport
Da sempre appassionato di sport, a partire dagli anni novanta si dedicò professionalmente all'atletica leggera, vincendo oltre 70 medaglie, di cui 42 d'oro. È l'atleta italiano che ha vinto più titoli agli Europei master indoor di atletica, con 13 medaglie d'oro.
Nel 2002 stabilì il record del mondo master nei 200 metri indoor.
Nel 2009, in occasione dei campionati italiani master, ritoccò il record del mondo degli 800 metri MM90 migliorandolo a 4'28"07 (vittoria con la quale collezionò un poker di medaglie d'oro ai campionati: 100-200-300-400).
Successivamente, ai campionati mondiali master vinse i 100 metri con il tempo di 17"82, sfiorando l'attuale record del mondo (17"80); il giorno seguente Sansonetti conquistò il suo secondo oro, nei 200 metri, ma la più grande soddisfazione, arriva dai 400 metri piani dove, oltre al metallo più prezioso conquistò anche il record del mondo (migliorandolo di ben tre secondi) in 1'35"04. Nel 2010 fissò il record mondiale nei 60 metri indoor (11"38). A 93 anni si ritirò per un infortunio ma dopo essersi ripreso continuò a fare sport iniziando a praticare il nuoto.

## Primo ultraottantenne a gravità zero
Nel 2005 all'età di 86 anni Sansonetti partecipò al progetto SpaceLand, un volo in assenza di peso su un Boeing 727-200. Partito da Bordeaux, fu il primo volo parabolico ad ospitare comuni cittadini, nonché il primo a portare a bordo un ultraottantenne.

## Opere
- Coto Brus, là dove gli alberi sorreggevano il cielo, Scorpione, 2000. ISBN 9788880990918
- Non fermarsi mai! Per conservare la giovinezza fino agli 80 anni e oltre, Società Stampa Sportiva, 2003. ISBN 9788883130816
- SMS. Messaggi alle nuove generazioni, Firenze, MEF L'Autore Libri Firenze, 2008. ISBN 9788851716653
- Introduzione a: Herzel G. Weizmann, Emigranti alla conquista della foresta. Una colonizzazione promossa da italiani in Costa Rica: San Vito de Java, FrancoAngeli, 1985. ISBN 9788820448486